# Philip Smidth
Henrik Philip Smidth (3. maj 1855 i Rønnede – 21. juni 1938 i København) var en dansk arkitekt, der i tiden før og efter 1900 satte sit præg på København med en omfattende produktion. Han tilhører historicismen. Han var bror til maleren Anna Smidth.

## Uddannelse
Hans forældre var forpagter, kammerråd, senere justitsråd Jens Frederik Julius Beck Smidth og Anna Henriette født Høyer. Han tog præliminæreksamen, var dernæst i tømrerlære og tog afgang fra Det tekniske Selskabs Skole. Han gik på C.V. Nielsens tegneskole, hvorfra han tog afgang 1872, og derefter på Kunstakademiet fra januar 1873 til marts 1882.

## Karriere
Philip Smidth hørte til de "europæere", der havde forbillede i Meldahl og var i modsætning til Herholdt, som lagde vægt på det stoflige og den hjemlige karakter, betonede det stilkorrekte og til det formål først og fremmest tog de store typiske monumenter til forbillede. Hans stilefterlignende værker er ofte gjort med større friskhed og virtuositet end  mange af hans samtidige. De er også ofte præget af et udsøgt materialevalg (tegl, kobber og granit). Smidth udfoldede en omfattende byggeaktivitet i København. Primært af beboelses- og forretningsejendomme, og hans album med fotos af sine byggearbejder findes på Københavns Museum. Et af hans specialer var sygehuse, der som opgave tilflød ham både i hovedstaden og provinsen.
Som eksempel på Smidths stil kan nævnes boligkarréen Holckenhus (1891-93, opkaldt efter Holcks Bastion) mellem H.C. Andersens Boulevard, Dantes Plads og Stormgade. Stilen er inspireret af fransk renæssance. Facaderne blander røde mursten med dekorationer i bemalet cement (ofte fejlagtigt kaldet stuk). Stueetagens og førstesalens hjørnekvadre er dog udført i granit. Hjørnepartierne er udformet som tårne og krones af franske tårntage. Resten af ejendommen har københavnertag. To af facaderne har karnapper, som blev tilladt efter København byggelov af 1889.
Smidth deltog i Raadhusudstillingen i København 1901 og var på rejser i Tyskland, Frankrig, Østrig og Italien.
Smidth ægtede 28. november 1886 i København Eva Fritz (9. december 1866 i Gladsaxe – 17. maj 1924 i København), datter af proprietær Thomas Fritz og Hulda Hortensia Kemp. Han er begravet på Vestre Kirkegård.

## Værker
- Teknisk Skole, Nørre Allé, Munkegade, Århus (1883-84, udvidet 1898 ved Ludvig A. Petersen, forhøjet 1924 af Frederik Draiby)
- Kastrup Kirke, Kastruplundgade 3, København (1883-84, gennemgribende ombygget 1971-72, interiør helt forsvundet, kor nedrevet, tag omlagt fra skifer til tegl, vinduer i vestgavl tilmuret)
- Nybygning til Schneekloths Skole, Værnedamsvej 13A, Frederiksberg (1885, fraflyttet 1969)
- Gammelgård, Lolland (1884)
- Restaurering af Herlufmagle Kirke (1886)
- Avlsgård til Nordfelt (1886, fredet 1987)[1]
- Liselund Ny Slot, Møn (1886-87, fredet 1990)
- Skovvængegård ved Vordingborg
- Teknisk Skole, Nykøbingvej, Stubbekøbing (1894)
- Ombygning af amtssygehus til lampefabrik, Ryesgade 3, København (1895)
- Højskolehjemmet, nu hotel, Klostergården, Svendborg (1895-96)
- Vinhuset, Svendborg (1898-99)
- Udvidelse af Landerupgård opdragelsesanstalt, Taulov (1899-1900)
- Villa, Stationspladsen, Kongens Lyngby (1900, nedrevet)
- Sommerhuse, Trørødvej, Rungsted Strandvej, Rungsted (1903)
- Ny Holte Skole, Kongevejen 64, Holte (1909, senere udvidet)

### Hospitaler
- Kirurgisk Sygehus, Næstved (nu en del af Centralsygehuset i Næstved) (1881-82)
- Fattiggården, Næstved (nuværende Kanalgården) (1882-83)
- Ombygning af Møns Sindssygeanstalt, Langgade, Stege (1881-85, senere udvidet)
- Skt. Joseph, nu Kommunehospital, Fredericia (1886, senere udvidet)
- Udvidelse af Præstø Amtssygehus, Præstø (1881-82, senere udvidet)
- Viborg Sygehus, Viborg (1888-89, senere udvidet)
- Fakse Sygehus, Faxe (1889-90, senere udvidet)
- Svendborg Sygehus, Svendborg (1890-91, senere udvidet)
- Københavns Amtssygehus, siden 1939 en del af Frederiksberg Hospital, Nyelandsvej, Frederiksberg (1891-94, udvidet 1900-03 af Henry Meyer, Emanuel Ohland og Gunnar Laage og senere 1907-09 og 1915 ved Gunnar Laage)
- Tuberkulosehospital, Jærgersborgvej 11, Kongens Lyngby (1891, udvidet 1908 af Valdemar Ingemann, nedrevet)

### Boligejendomme i København og på Frederiksberg
- Nørrebrogade 34 (1889-90)
- Vesterbrogade 48/Bagerstræde 2 (1891, 1900)
- Holckenhus, Dantes Plads 33/Ny Vestergade 16-18/Vester Voldgade 86-90/Stormgade 35 (1891-93)
- Udvidelse af Goldschmidt og hustrus stiftelse, Ryesgade 31A-D (1891-93)
- Søro, Sankt Hans Gade 2/Sortedam Dossering 23 (1892)
- H.C. Andersens Boulevard 41-43 (1896-98)
- Gammel Kongevej 108 (1898-99)
- Adolph Steens Allé 7-9/Worsaaesvej 6/H.C. Ørsteds Vej 42-46 (1897)
- Smallegade 22-24/Hospitalsvej 1A (1898)[2]
- H.C. Ørsteds Vej 71-73/Åboulevard 31 (1899)
- Gamma-Delta-Epsilon, Strandboulevarden 3/Arendalsgade 1-3/Hardangergade 2-4/Fridtjof Nansens Plads 5 (1899-1902, sammen med Theodor Hirth)
- Palægade 6-8/Store Kongensgade 26-30 (1900-02)
- Gefion og Gylfe med portbygning over Arendalsgade, Østbanegade 19-21 (1901-02, fredet)
- Store Kongensgade 26 og 30 (1902)
- Stavangergade 4 (1902)
- Svanegaard, Sankt Jakobs Plads 6 (1904)
- Dronningensgade 60, Christianshavn (1904, nedrevet)
- Sankt Thomas, Frederiksberg Allé 26/Skt. Thomas Allé 1-9 (1904-05)
- Gammel Kongevej 114 (1905)
- Stavangergade 6 (1907)
- Store Jacobsborg, Østerbrogade 110-112 (1907)
- Jagtvej 22, 26, 56, 80 og 189 (1912)
- Lille Torvegade 2-14, Christianshavn (1912, nedrevet)
- Manøgade 14 (1914)

### Hoteller, forretningsejendomme og fabrikker i København
- Kastrup Glasværks domicil, nu Teknikernes Hus, Nørre Voldgade 12 (1892)
- Ny fabrik for H.V. Christensen & Cos Metalvarefabrik, Ryesgade 3 (1895-96, vinduer ændret)[3]
- Mejeri og stald, Gammel Kongevej 13 (1896, ombygget 1918, mansard 1931, stald nedrevet)
- Metropol, Rådhuspladsen 55 (1896, B.T. Central 1913-77, ombygget 1924 og 1929 af Bent Helweg-Møller)
- Hotel Hafnia og Hotel Kong Frederik, Vester Voldgade 23-25, København (1898-99, Hafnia blev efter brand 1973 helt sammenlagt med nabohotellet)
- Hvælvingen, Nikolaj Plads 26/Store Kirkestræde 2 (1902, sammen med Caspar Leuning Borch)
- Pilestræde 19/Silkegade 13 (1904-05)
- A/S Ferrum, nu Politikens Hus, Vester Voldgade 35/Rådhuspladsen 37 (1904-05, udvidet 1906-07)
- Tidligere kontorbygning og pakhuse for FDB, Njalsgade 17-27 (1908, sammen med Carl Wolmar)
- Ombygning af Hotel Royal, Ved Stranden 18 (1913-15)
- Johannes Neye, Vimmelskaftet 26-28/Klosterstræde 3-5 (1914-15, udvidet 1930)
- Brødrene Andersen, Østergade 7/Lille Kongensgade 8-10 (1914-16)
- Ombygning og forhøjelse af Hotel d'Angleterre, Kongens Nytorv (1915-16, sammen med Nicolai Hansen efter brand)
- Bredgade 6/Store Strandstræde 9-11 (1916-17)

#### Konkurrencer
- Garnisonssygehus i Næstved (1901, 1. præmie, opgaven gik i stedet til Kristoffer Varming)